# Punta d'Óssos
La Punta d'Óssos és una muntanya de 1.014 metres que es troba al municipi d'Os de Balaguer, a la comarca catalana de la Noguera.
Aquest cim està inclòs al llistat dels 100 cims de la FEEC